# Bürgerschaftswahl in Hamburg 1997
- SPD: 54
- GAL: 21
- CDU: 46

- Regierung: 75
- Opposition: 46

Am 21. September 1997 fand die Wahl zur 16. Wahlperiode der Bürgerschaft der Freien und Hansestadt Hamburg (Bürgerschaftswahl) statt.

## Wahl
Insgesamt waren 1.201.288 Wahlberechtigte aufgerufen. Ihre Stimme gaben 831.913 Wahlberechtigte ab, was einem Anteil von 68,7 % entspricht. 8.982 Stimmen waren ungültig. Somit ergaben sich 822.931 abgegebene gültige Stimmen, die für die Zusammensetzung der 16. Bürgerschaft ausschlaggebend waren.
Die seit 1957, also 40 Jahre lang, allein oder mit Koalitionspartnern regierende SPD konnte ihre Position zwar mit 36,2 % der gültigen Stimmen und 54 Mandaten behaupten. Gleichwohl war es der niedrigste Stimmenanteil der SPD seit 1946. Ihr Spitzenkandidat war der bisherige Erste Bürgermeister, Henning Voscherau. Noch am Wahlabend erklärte er mit Verweis auf das schlechte Wahlergebnis, das seine „Schmerzgrenze“ unterschreite, in der neu gewählten Bürgerschaft nicht für das Amt des Ersten Bürgermeisters zu kandidieren.
Die SPD ging eine Koalition mit der Grün-Alternativen Liste (GAL) ein, dem Hamburger Landesverband von Bündnis 90/Die Grünen, die mit vergleichsweise hohen 13,9 % der gültigen Stimmen auf 21 Mandate kam.
Die CDU erhielt 30,7 % der gültigen Stimmen; auf sie entfielen somit 46 Mandate.
Die von 1993 bis 1997 regierende Koalition zwischen SPD und Statt Partei konnte nicht erneuert werden. Die Statt Partei verblieb unter der Fünf-Prozent-Hürde und errang damit keine Mandate.
Die Bürgerschaft trat am 8. Oktober 1997 zu ihrer konstituierenden Sitzung zusammen. Am 18. Mai 1999 spalteten sich fünf Abgeordnete von der GAL ab und bildeten die Gruppe Regenbogen – Für eine neue Linke. Die rot-grüne Koalition blieb jedoch stabil, die Wahlperiode konnte bis zum regulären Ende am 10. Oktober 2001 weitergeführt werden.
Die Deutsche Volksunion (DVU) scheiterte mit einem Ergebnis von 4,98 % äußerst knapp an der Fünf-Prozent-Hürde. Es fehlten 169 Stimmen zum Einzug in die Bürgerschaft. Auch wegen dieses knappen Scheiterns hielt diese Wahl bis zur Landtagswahl im Saarland 2022 den Rekord mit 19,2 Prozent aller Stimmen die für die Sitzverteilung nicht berücksichtigt wurden.

### Wahlergebnis und Sitzverteilung
| Partei                | Stimmen | Stimmanteil | Sitze |
| --------------------- | ------- | ----------- | ----- |
| SPD                   | 297.901 | 36,22 %     | 54    |
| CDU                   | 252.640 | 30,72 %     | 46    |
| Grüne/GAL             | 114.387 | 13,91 %     | 21    |
| DVU                   | 40957   | 4,98 %      | -     |
| Statt                 | 31401   | 3,82 %      | -     |
| FDP                   | 28664   | 3,48 %      | -     |
| REP                   | 15207   | 1,85 %      | -     |
| BFB                   | 10914   | 1,33 %      | -     |
| PDS/LL                | 5354    | 0,65 %      | -     |
| GRAUE                 | 6033    | 0,73 %      | -     |
| Für Kinder            | 4083    | 0,50 %      | -     |
| APPD                  | 3754    | 0,46 %      | -     |
| Tierschutzpartei      | 3128    | 0,38 %      | -     |
| UDP                   | 1690    | 0,21 %      | -     |
| PBC                   | 1382    | 0,17 %      | -     |
| NPD                   | 1107    | 0,13 %      | -     |
| BIG                   | 928     | 0,11 %      | -     |
| Naturgesetz           | 699     | 0,08 %      | -     |
| dja                   | 916     | 0,11 %      | -     |
| St. Pauli             | 439     | 0,05 %      | -     |
| ÖDP                   | 373     | 0,04 %      | -     |
| DP                    | 309     | 0,04 %      | -     |
| BüSo                  | 129     | 0,02 %      | -     |
| Einzelbewerber W.i.R. | 116     | 0,01 %      |       |
|                       | 822.511 | 100 %       | 121   |

## Regierung
Am 12. November 1997 wählte die Bürgerschaft erst- und einmalig Ortwin Runde zum Ersten Bürgermeister der Freien und Hansestadt Hamburg (siehe auch Senat Runde).